# Ainudrilus piliferus
Ainudrilus piliferus är en ringmaskart som beskrevs av Erséus 1997. Ainudrilus piliferus ingår i släktet Ainudrilus och familjen glattmaskar. Inga underarter finns listade i Catalogue of Life.